# Prêmio Emmy Kids Internacional 2017
A 6° cerimônia de entrega dos International Emmy Kids Awards (ou Prêmio Emmy Kids Internacional 2017) aconteceu em 10 de abril de 2018 em Cannes, França. Eles são os únicos Emmys apresentados fora dos EUA.

## Cerimônia
Os indicados ao 6º prêmio internacional Emmy Kids Awards foram anunciados em 15 de outubro de 2017 pela Academia Internacional de Artes & Ciências da Televisão. Produções de 16 países concorreram ao prêmio em seis categorias. A cerimônia de entrega do Emmy aconteceu em Cannes, na França, em 10 de abril de 2018.

## Vencedores
| Kids: Animação | Kids: Programa Pré-Escolar |
| --- | --- |
| - Revolting Rhymes - () - (Magic Light Pictures) - Oddbods - () - (One Animation) - Siesta Z - () - (El Perro en la Luna/Señal Colombia/Educa/PakaPaka) - Trudes Tier - () - (Studio Soi/WDR)                       | - La Cabane à Histoires - () (Dandelooo/Caribara Production) - Design Ah! - () - (NHK) - O Diário de Mika - () (Supertoons) - Puffin Rock - () - (Cartoon Saloon/Dog Ears/Penguin/Netflix)        |
| Kids: Série | Kids: Telefilme ou Minissérie |
| - Club der Roten Baender () (Bantry Bay Productions/VOX Television) - O Zoo da Zu () - (Discovery Kids/Boutique Films) - Jamie Johnson () - (Short Form Film Company/CBBC) - Shahrukh & Warsan () - (The Big Shots) | - Hank Zipzer’s Christmas Catastrophe - () - (CBBC) - Little Lunch - () - (ACTF/ABC Me/Gristmill) - Alleen op de Wereld - () - (VPRO Television) - Wansapanataym – Candy’s Crush - () - (ABS-CBN) |
| Kids: Programa de Entretenimento sem Roteiro | Kids: Programa Fatual |
| - Snapshots - () - (FORTE Entertainment) - Disney Cookabout - () - (Penguin Films/Walt Disney Company) - Vår Restaurang - () - (SVT) - The Voice Kids - () - (TV Globo)                                             | - Berlin und wir - () - (Imago TV/ZDF) - Asquerosamente Rico - () - (Echando Globos/Señal Colombia/ANTV) - Miracle Lesson - () - (NHK/TV Man Union) - Operation Ouch! - () - (Maverick TV/CBBC)   |
| Kids: Digital | |
| - Young Girls - ( Noruega) - (NRK) - The Great Norwegian Build Off ( Noruega) - (NRK) - Malhação: Seu Lugar no Mundo ( Brasil) - (TV Globo) - Why?! Programming ( Japão) - (NHK)                                    | |